# John Howard (skådespelare)
John Howard, född 14 april 1913 i Cleveland, Ohio, död 19 februari 1995 i Santa Rosa, Kalifornien, var en amerikansk skådespelare.
Howard har tilldelats en stjärna på Hollywood Walk of Fame vid adress 6515 Hollywood Boulevard. för arbete inom television.

## Filmografi, urval
- 1936 – 13 timmar i luften
- 1937 – Bortom horisonten
- 1940 – En skön historia
- 1940 – Den osynliga kvinnan
- 1941 – Pappas nya fru
- 1954 – Mellan himmel och hav
- 1954 – Du stal mitt liv